# Chloe Daniels
Chloe Daniels (27 de abril de 2003) é uma jogadora de rugby sevens canadense. Atualmente joga pelo time feminino de rúgbi da Queen's University em Ontario, Canadá, e pelo time feminino canadense de rúgbi sevens. Antes de jogar pelo time da universidade, Daniels jogou pelo Aurora Barbarians.

## Carreira
Daniels estudou na Sutton District High School, Ontario e na Belmont Secondary School em Langford, British Columbia. Daniels foi promovida ao programa de treinamento feminino sênior Sevens do Canadá em 2020. Daniels fez parte da equipe Queen's University Gaels que venceu o Troféu Molinex de 2021 contra a Universidade de Ottawa (26–18).
Em 2022, Daniels representou o Canadá na Copa do Mundo de Sevens na Cidade do Cabo. Eles ficaram em sexto lugar geral depois de perder para Fiji na final do quinto lugar.
Ela foi escolhida para as Olimpíadas de Verão de 2024 em Paris, França. A equipe ganhou uma medalha de prata, vindo de 0-12 atrás para derrotar a Austrália por 21-12 nas semifinais, antes de perder a final para a Nova Zelândia.